# Pardosa silvarum
Pardosa silvarum este o specie de păianjeni din genul Pardosa, familia Lycosidae, descrisă de Hu în anul 2001. Conform Catalogue of Life specia Pardosa silvarum nu are subspecii cunoscute.